# Шахта «Центральна» (Мирноград)
ДП «Шахта Центральна». Входить до ВО «Мирноградвугілля». Розташована у місті Мирнограді.

## Технічно-видобувні параметри
Фактичний видобуток 3700/1800 т/добу (1990/1999). У 2003 р. видобуто 189 тис.т вугілля.
Максимальна глибина 810/760 м (1990/1999).
Протяжність підземних виробок 86,8/77,2 км (1995/1999).
У 1999 р. розроблялися пласти k7, l1, l7 потужністю 1,3 м, кути падіння 8-16°. Пласт k7 загрозливий щодо раптових викидів вугілля і газу, пласти k7, l1, l7 небезпечні щодо вибуху вугільного пилу.
Кількість очисних вибоїв 3/3 (1990/1999), підготовчих 3/3 (1990/1999).

## Кадровий склад
Кількість працюючих: 3443 осіб, в тому числі підземних 2037 осіб (1999).

## Розташування
Адреса: 85322, вул. Центральна, 4, м. Мирноград, Донецької обл.

## Вибух на шахті, 2017 р
Вибух стався 8 березня 2017 р. на глибині понад 1000 м. Загинув один шахтар.